# Patrick Sykes
Pour les articles homonymes, voir Sykes.
Pas d'image ? Cliquez ici

a Compétitions nationales et continentales officielles uniquement.

b Matchs officiels uniquement.
Dernière mise à jour le 7 mars 2012.
Patrick William Sykes dit Pat Sykes, né le 3 mars 1925 à Vancouver et mort le 14 janvier 2014, est un joueur anglais de rugby à XV évoluant au poste de demi de mêlée. Il joue en club avec les London Wasps et connaît plusieurs sélections en équipe d'Angleterre de 1948 à 1953.

## Biographie
Pat Sykes obtient sa première cape internationale le 29 mars 1948 à l’occasion d’un match contre l'équipe de France. En 1950, il connaît une sélection avec les Barbarians lors d'un match contre l'équipe des Midlands de l'Est.

## Statistiques en équipe nationale
- 7 sélections
- Sélections par année : 1 en 1948, 3 en 1952, 3 en 1953
- Tournois des Cinq Nations disputés : 1948, 1952, 1953